# Noord-Europese kampioenschappen turnen
De Noord-Europese kampioenschappen turnen zijn kampioenschappen in de artistieke gymnastiek voor zowel mannelijke en vrouwelijke gymnasten uit Noord-Europa.

## Deelnemende landen
- Denemarken
- Faeröer
- Finland
- IJsland
- Ierland
- Noord-Ierland
- Man
- Noorwegen
- Schotland
- Zweden
- Wales

## Lijst van de kampioenschappen
| Jaar | Gast stad | Land          |
| ---- | --------- | ------------- |
| 2001 | Helsinki  | Finland       |
| 2002 | Onbekend  | Onbekend      |
| 2003 | Onbekend  | Onbekend      |
| 2004 | Nakskov   | Denemarken    |
| 2005 | Lisburn   | Noord-Ierland |
| 2006 | Sandnes   | Noorwegen     |
| 2007 | Dublin    | Ierland       |
| 2008 | Kópavogur | IJsland       |
| 2009 | Cardiff   | Wales         |
| 2010 | Turku     | Finland       |
| 2011 | Uppsala   | Zweden        |
| 2012 | Glasgow   | Schotland     |
| 2013 | Lisburn   | Noord-Ierland |
| 2014 | Greve     | Denemarken    |
| 2015 | Limerick  | Ierland       |
| 2016 | Trondheim | Noorwegen     |
| 2017 | Torshavn  | Faeröer       |